# Le Masque de la mort rouge (film, 1989)
Pour les articles homonymes, voir Le Masque de la mort rouge (homonymie).
Pour plus de détails, voir Fiche technique et Distribution.
Le Masque de la mort rouge (Edgar Allan Poe's Masque of the Red Death) est un film d'horreur américain sorti en 1989, adapté de la nouvelle d'Edgar Allan Poe, écrit par Daryl Haney (en) et réalisé par Larry Brand.

## Synopsis
Au XIIe siècle, l'apparition du cavalier Machiavel est accompagné d'une peste mortelle. La population rurale est désœuvrée et tente d'échapper à l'anéantissement. Le prince Prospero organise un bal masqué où il invite des nobles du pays. Des jeunes filles sont amenées au château pour divertir les invités. Parmi elles se trouve une jeune paysanne, Juliette, qui résiste aux avances du prince. Le prince Prospero se barricade dans son château et ébouillante tous ceux qui viennent demander sa protection. Claudio, ami du prince, lui conseille de cesser ses avances envers Juliette. Le changement s'opère quand Machiavel apparaît au bal masqué.

## Fiche technique
Sauf mention contraire, cette fiche technique est établie à partir d'IMDb.
- Titre original (titre complet) : Edgar Allan Poe's Masque of the Red Death
- Titre français : Le Masque de la mort rouge
- Réalisation : Larry Brand
- Production : Roger Corman[3]
- Musique : Mark Governor
- Scénario : Daryl Haney (en), d'après la nouvelle du même nom d'Edgar Allan Poe
- Sociétés de production : Concorde Pictures (en)
- Pays d’origine :  États-Unis
- Langue : anglais
- genre : Horreur
- durée : 85 minutes

## Distribution
- Patrick Macnee : Machiavel
- Adrian Paul : prince Prospero
- Clare Hoak : Juliette
- Jeff Osterhage (en) : Claudio
- Tracy Reiner : Lucrecia
- Brenda Vaccaro : Elaina Hart

## Autour du film
- Un film (The Masque of the Red Death) est sorti la même année, mais réalisé par Alan Birkinshaw et sorti en Europe le 8 janvier 1991[4].
- Michael York avait été choisi en premier pour jouer le rôle de Machiavel[5].
- Roger Corman est dans la production de ce film et il a été producteur et réalisateur dans la version de 1964[3].